# Cophixalus daymani
Cophixalus daymani és una espècie de granota que viu a Papua Nova Guinea.